# Chiloscyphus
Chiloscyphus (Lippenbechermoos) ist eine Lebermoos-Gattung aus der Familie Lophocoleaceae.

## Merkmale
Die Pflanzen sind meist niederliegend, schlaff und bis 10 Zentimeter lang. Die Flankenblätter sind seitlich ausgebreitet, bei den europäischen Arten ungeteilt oder an der Spitze etwas eingebuchtet. Die Unterblätter sind zweispaltig, meist mit je einem Zahn an den Außenrändern. Die weiblichen Gametangien sitzen an sehr kurzen Ästen, die Hüllblätter sind deutlich kleiner als die Flankenblätter. Das ziemlich kurze Perianth überragt die Hüllblätter, es ist zylindrisch bis breit keulen- oder glockenförmig und weitmündig. Männliche Hüllblätter sind ähnlich den Flankenblättern. Brutkörper fehlen.

## Systematik
Nach Söderström (2013 und 2016) gibt es mehrere taxonomische Unklarheiten bei der Abgrenzung der Gattungen innerhalb der Familie Lophocoleaceae und auch bei der Zuordnung mehrerer Arten. Die Gattung Lophocolea (mit mehr als 100 Arten) wurde in der Vergangenheit von mehreren Autoren in Chiloscyphus eingegliedert, nach neueren Publikationen werden sie aber wieder getrennt.
Die weltweite Artenanzahl der Gattung Chiloscyphus (im engeren Sinn ohne Lophocolea) wird sehr unterschiedlich angegeben. Söderström listet insgesamt über 40 Arten auf, wobei aber nur 3 als gesicherte Arten gelten, bei allen übrigen gibt es Wissenslücken oder ernsthafte Zweifel.
In Europa sind die folgenden zwei Arten vertreten:
- Chiloscyphus pallescens (Bleiches Lippenbechermoos)
- Chiloscyphus polyanthos (Vielblütiges Lippenbechermoos)